# 真昼の月 (島谷ひとみの曲)
「真昼の月」（まひるのつき）は、島谷ひとみの20枚目のシングル。2005年8月31日にavex traxよりリリースされた。

## 解説
前作「Falco-ファルコ-」の21日後という短間隔でのリリースになった。
表題曲は、ピアノとストリングスをバックに、島谷がじっくりと歌い込んだ5分以上にわたるバラード。島谷自身はこの曲について「“真昼の月”って、真昼に白く浮かんでる、改めて見ないと気付かないような月なわけですけど、それを自分の身のまわりの人に例えて、何気ない存在の人に感謝の気持ちを歌いたいなって」と説明している。島谷がバラード曲をシングルとするのはこれが初めてであり、数百のバラード曲の候補から2年かけてこの曲を選んだという。ミュージックビデオはフィルムを使い1カットで撮られた。
C/W の「prayer」も「月」をキーワードにした歌詞で、メロディはどこか郷愁を感じさせる。彼女自身この曲を通して新しい感覚になれたと語っている。この曲は、2009年にデビュー10周年記念として厳島神社の高舞台で開かれた特別ライブのオープニング曲となった。

## 収録曲
1. 真昼の月
作詞：shungo. / 作曲：AKIKO NODA / 編曲：中野雄太
テレビ朝日系ドラマ『新・科捜研の女2』主題歌
2. prayer
作詞・作曲・編曲：BOUNCEBACK
3. 真昼の月（Instrumental）
4. prayer（Instrumental）